# Pa Graham
El pa Graham va ser inventat per Sylvester Graham l'any 1829 per a la seva dieta vegetariana. El pa Graham és un aliment alt en fibra, elaborat amb farina de blat no tamisada i que té grans que han estat tallats a petits quadrats coneguts com a graham crackers.

## Característiques
Graham va inventar el pa amb la idea que fos elaborat sense additius químics, tan comuns en el pa blanc. L'ús d'additius a les fleques és una pràctica habitual des de la revolució industrial per tal de fer el pa més blanc de color i més atractiu comercialment. El pa de farina refinada donava un estatus simbòlic a aquelles persones de classe mitjana que el consumien, ja que era com comprar una mica de "refinament i puresa", en comptes del pa fosc i tosc que es feia de forma casolana.
Graham tenia la creença que un pa tosc i cruixent de farina integral era més sa i nutritiu que el pa blanc. Creia que era una forma sana d'eliminar elements impurs de la dieta amb què curar l'ànsia de poder, així com un increment de problemes en l'antebellum EUA (secessionisme), així com una disminució en les relacions extra-matrimonials tant com naixements fora del matrimoni.

## Graham cracker
El Graham cracker és un pa cruixent (craker) que Sylvester Graham va desenvolupar l'any 1822 a Bound Brook, New Jersey. El va concebre com un "aliment sa" més en forma de galeta digestiva que de cracker. L'autèntic graham cracker s'elabora amb farina graham processada perquè tingui un alt contingut de fibra dietètica. El pa de Graham és la part central de la dieta de Graham.